# Hiroshi Hara (botaniker)
Hiroshi Hara, född 5 januari 1911, död 24 september 1986, var en japansk botaniker, och blev professor vid Tokyos universitet.
Auktorsnamnet H.Hara kan användas för Hiroshi Hara (botaniker) i samband med ett vetenskapligt namn inom botaniken; se Wikipediaartiklar som länkar till auktorsnamnet.

## Biografi
Hara var specialist på japanska fröväxter och samlade under perioden 1960 - 1974 växtprover av släktena Bryophytes (mossor), pteridofyter och Spermatophytes (fröväxter) i Kina, Bhutan, Nepal och Sikkim (Himalaya).
Han har varit redaktör för Japanese Journal of Botany, samt arbetat med International Code of Botanical Nomenclature.
Han var medlem i Linnean Society, och blev för sin botaniska forskning belönad med Prince Chichiby Scientific Price.
Mot slutet av sin livstid drabbades han av en förlamning i underkroppen, men det hindrade honom ändå inte att göra fortsatta forskningsresor.
902 arter Hiroshi Hara beskrivit finns listade i IPNI.